# Kasteel van Ételan
Het Kasteel van Ételan (Frans: Château d'Ételan) is een kasteel in de Franse gemeente Saint-Maurice-d'Ételan.